# Severiano Martins da Fonseca

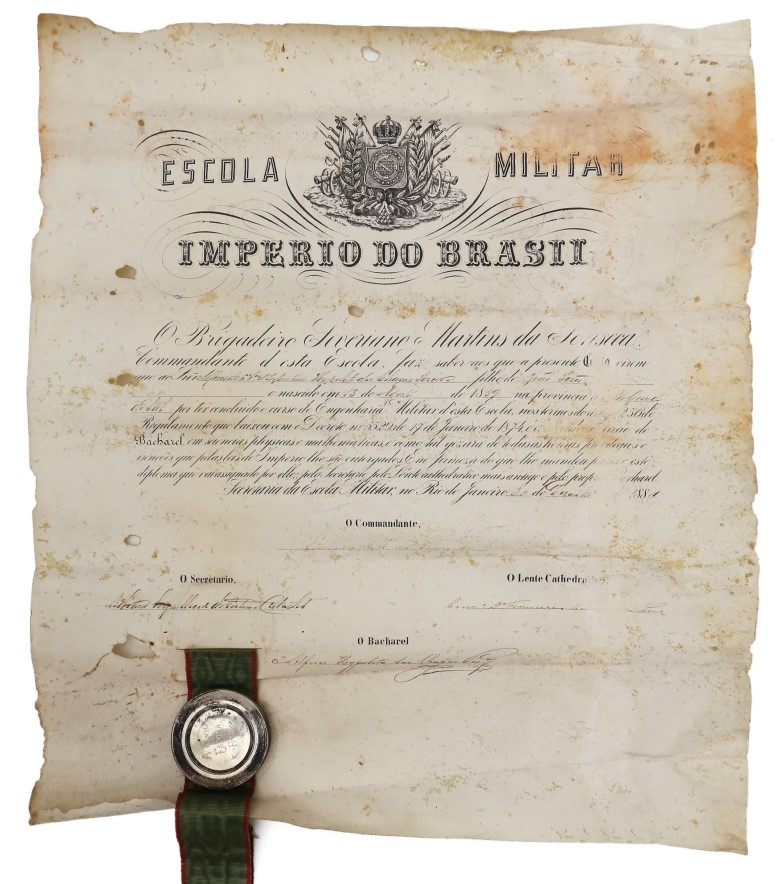
Diploma da Escola Militar do Império do Brasil, emitido por Severiano em 1881.

Severiano Martins da Fonseca, primeiro e único barão com honras de grandeza de Alagoas (Cidade de Alagoas, 8 de novembro de 1825 — Cidade do Rio de Janeiro, 18 de março de 1889) foi um militar e marechal de campo brasileiro. Participou da Guerra do Paraguai, recebendo diversas condecorações.
É barão com honras de grandeza de Alagoas.

## Biografia

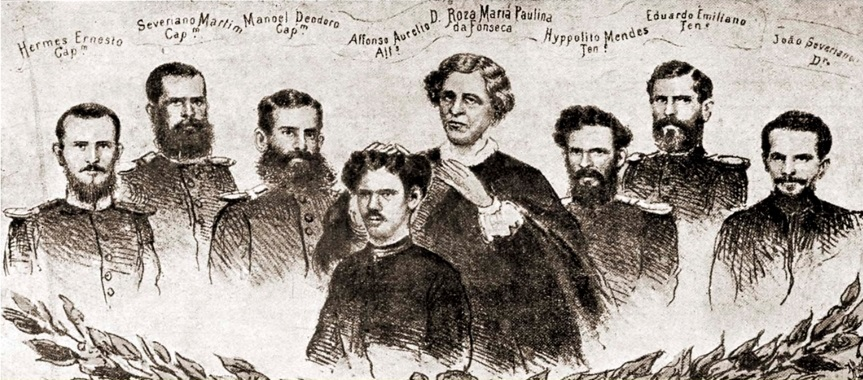
A família Fonseca retratada pela Revista Ilustrada em 1865. No centro, a matriarca dona Rosa.

Severiano Martins da Fonseca nasceu em 8 de novembro de 1825, na Cidade de Alagoas, atual Marechal Deodoro (AL), filho do tenente-coronel Manuel Mendes da Fonseca e de Rosa Maria Paulina da Fonseca.
Era o segundo mais velho entre os oito filhos e duas filhas do casal. Todos os homens seguiram a carreira militar, estando entre eles o marechal Manuel Deodoro da Fonseca, o marechal Hermes Ernesto da Fonseca e o general-de-brigada João Severiano da Fonseca. Casou com Maria Amália de Carvalho em 4 de julho de 1853.
Participou da Campanha do Paraguai, sendo merecedor das medalhas Paissandu, Mérito Militar e Bravura Militar. Fez parte do Conselho do Imperador, do Conselho Supremo Militar e do Conselho de Guerra. Comandou a Escola Militar entre 1877 e 1878.
Em 2 de março de 1889 foi intitulado barão com honras de grandeza de Alagoas. Faleceu 16 dias depois.

### Família
Severiano tinha 8 irmãos, entre eles:
- Manuel Deodoro da Fonseca (1827-1892);
- Hermes Ernesto da Fonseca (1824-1891);
- João Severiano da Fonseca (1836-1897);
- Pedro Paulino da Fonseca (1829-1902);

## Grupo Severiano Martins da Fonseca
Em 1987 o 28º Grupo de Artilharia de Campanha, atualmente locado em Criciúma, Santa Catarina, recebeu a denominação histórica de Grupo Severiano Martins da Fonseca, homenagem ao militar que havia comandado o Grupo em suas origens e muito contribuído, em especial, à arma de artilharia.